# Finale della Coppa dei Campioni 1970-1971
La finale della 16ª edizione di Coppa dei Campioni si disputò il 2 giugno 1971 presso il Wembley Stadium di Londra tra gli olandesi dell'Ajax, alla seconda finale di questa competizione, e i greci del Panathīnaïkos. All'incontro assistettero oltre 83 000 spettatori. Il match, arbitrato dall'inglese Jack Taylor, vide la vittoria per 2-0 della squadra di Amsterdam. I Lancieri vinsero così la prima Coppa dei Campioni della loro storia.

## Le squadre
| Squadre       | Partecipazioni precedenti (il grassetto indica la vittoria) |
| ------------- | ----------------------------------------------------------- |
| Ajax          | 1 (1969)                                                    |
| Panathīnaïkos | Nessuna                                                     |

## Il cammino verso la finale
L'Ajax di Rinus Michels, esordì ai sedicesimi contro gli albanesi del Tirana, eliminandoli con una vittoria interna per 2-0 e un pareggio per 2-2 in Albania. Agli ottavi gli svizzeri del Basilea si piegarono ai Lancieri perdendo con un risultato complessivo di 5-1. Ai quarti di finale i campioni dei Paesi Bassi batterono gli scozzesi del Celtic con un 3-1 totale. In semifinale toccò agli spagnoli dell'Atlético Madrid fare strada agli olandesi. Al Manzanares i madrileni vinsero 1-0, ma il ritorno all'Olympisch Stadion di Amsterdam vide il trionfo per tre reti a zero dei padroni di casa che, tuttavia, marcarono gli ultimi due gol nei minuti finali della partita.

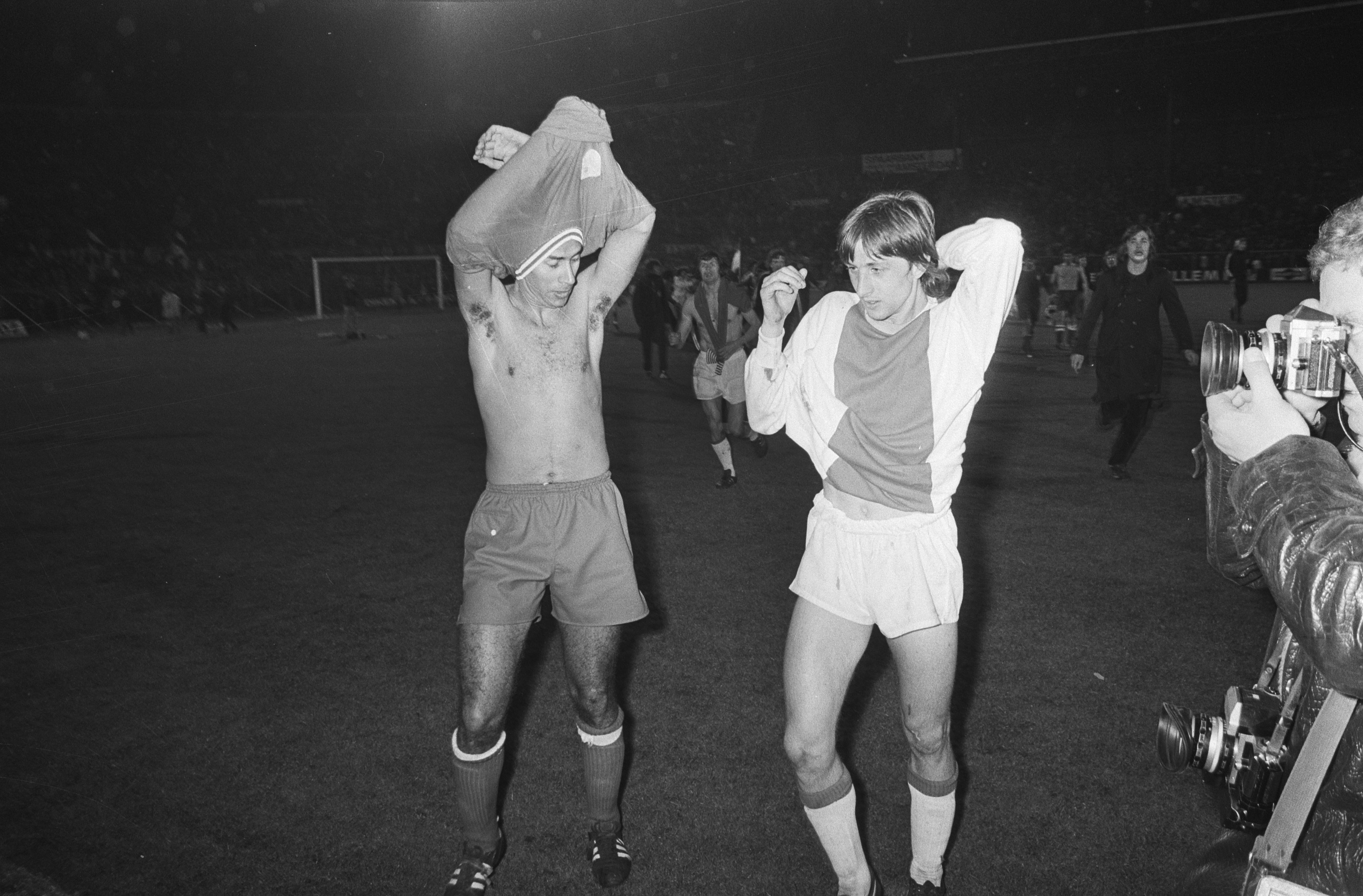
I giocatori di Ajax e Atlético Madrid si scambiano le maglie al termine della semifinale di ritorno

Il Panathīnaïkos di Ferenc Puskás, ex campione del Real Madrid, iniziò il cammino europeo contro i lussemburghesi dello Jeunesse d'Esch, passando il turno con un risultato complessivo di 7-1. Agli ottavi i Biancoverdi affrontarono lo Slovan Bratislava vincendo in casa 3-0 e perdendo in Cecoslovacchia 2-1. Ai quarti di finale il Panathinaikos ebbe la meglio sugli inglesi dell'Everton grazie alla regola dei gol fuori casa avendo pareggiato 1-1 a Liverpool e 0-0 ad Atene. In semifinale, contro gli jugoslavi della Stella Rossa, la squadra di Puskás perse per 4-1 l'andata al Marakana di Belgrado. La partita di ritorno vide una vera e propria prova di forza del Panathinaikos che segnò tre reti senza subirne, riuscendo ad ottenere l'accesso alla finale ancora una volta grazie alla regola dei gol fuori casa. La squadra ellenica giunse alla finale forte delle 10 reti dell'attaccante Antōniadīs, capocannoniere dell'edizione.

## La partita
Il match che va in scena a Londra è quello che dà inizio alla storia del Total Voetbal, il "Calcio totale" degli olandesi. Da una parte c'è l'Ajax di Johann Cruyff e dall'altra il Panathinaikos allenato da Ferenc Puskás, che danno vita a un vero e proprio passaggio di consegne della storia del calcio. Dopo appena cinque minuti l'Ajax è già in vantaggio con una rete dell'attaccante Dick van Dijk. Il Panathinaikos non demorde e prova a raggiungere il pareggio in diverse occasioni. A pochi minuti dal termine, però, un tiro di Arie Haan deviato da Anthimos Kapsīs finisce in rete e sancisce la vittoria dei Lancieri.

## Tabellino
| Arbitro: | Jack Taylor |

|                      |           |  |
| van Dijk 5’ Haan 84’ | Marcatori |  |

| Ajax | Panathinaikos |

| Ajax          |    |                   |  |     |
|               |    |                   |  |     |
| P             | 1  | Heinz Stuy        |  |     |
| D             | 2  | Velibor Vasović   |  |     |
| D             | 3  | Wim Suurbier      |  |     |
| D             | 4  | Barry Hulshoff    |  |     |
| C             | 6  | Nico Rijnders     |  | 46’ |
| D             | 7  | Johan Neeskens    |  |     |
| C             | 9  | Gerrie Mühren     |  |     |
| A             | 8  | Sjaak Swart       |  | 46’ |
| A             | 10 | Dick van Dijk     |  |     |
| A             | 11 | Piet Keizer       |  |     |
| C             | 14 | Johan Cruijff     |  |     |
| Sostituzioni: |    |                   |  |     |
| D             | 12 | Horst Blankenburg |  | 46’ |
| C             | 15 | Arie Haan         |  | 46’ |
| P             |    | Sies Wever        |  |     |
| C             |    | Ruud Suurendonk   |  |     |
| Allenatore:   |    |                   |  |     |
| Rinus Michels |    |                   |  |     |

| Panathīnaïkos |    |                       |
|               |    |                       |
| P             | 1  | Takis Ikonomopoulos   |
| D             | 2  | Yianis Tomaras        |
| D             | 3  | Giorgios Vlachos      |
| C             | 4  | Kostas Eleftherakis   |
| C             | 5  | Aristidis Kamaras     |
| D             | 6  | Fragkiskos Sourpīs    |
| A             | 7  | Charīs Grammos        |
| A             | 8  | Totis Filakouris      |
| A             | 9  | Antōnīs Antōniadīs    |
| C             | 10 | Dīmītrīs Domazos      |
| D             | 11 | Anthimos Kapsīs       |
| Substitutes:  |    |                       |
| P             |    | Vasilīs Kōnstantinou  |
| D             |    | Victor Mitropoulos    |
| D             |    | Kōstas Athanasopoulos |
| C             |    | Mītsos Dīmītriou      |
| A             |    | Demetri Kalligeris    |
| Manager:      |    |                       |
| Ferenc Puskás |    |                       |